# Tučapy, Tábor
Tučapy là một làng thuộc huyện Tábor, vùng Jihočeský, Cộng hòa Séc.